# Jernbaneulykker
Jernbaneulykker er en liste over større jernbaneulykker i Danmark fra slutningen af 1800-tallet og frem til nutiden. Derudover findes en mindre liste over ulykker i Europa.

## Danmark

### 1847-1971
- 26. december 1876 – Hansted-ulykken
- 13. september 1880 – Tre togvogne med Remonteheste kører i Fredericia dampfærgehavn
- 11. juli 1897 – Gentofte-ulykken
- 10. marts 1908 – Ølgod-ulykken
- 26. juli 1913 – Bramminge-ulykken
- 1. november 1919 – Vigerslev-ulykken
- 7. april 1934 – Sammenstød ved Ringe Station
- 13. januar 1942 – Mellem Bælum og Solbjerg Station kolliderede et godstog og et passagertog i mørke og tåge; den ene lokomotivfører blev dræbt og tyve passagerer kvæstet.[2]
- 19. maj 1944 – Tog kørte over drejeskive. Assens
- 23 september 1944 – Tysk jagermaskine påkøres af tog syd for Kastrup Lufthavn
- 7. januar 1948 – Morgengodstog kunne ikke standse. Assens
- 30. maj 1953 - Et godstogs afsporede i nærheden af Hinge Station på Silkeborg-Kjellerup-Rødkærsbro Jernbanen og lokomotivet med flere vogne væltede ned af en tre meter høj dæmning lokomotivføreren og fyrbøderen omkom.[3]
- 14. oktober 1956 - Bolderslev-ulykken
- 1. marts 1960 – Assens-ulykken
- 1maj 1966 - Hammerumulykken. Tog og bus kolliderede
- 10. august 1967 – Lyntogsulykken ved Odense

### 1971-1996
Undersøgelser forestået af DSB's havarigruppe
- 22. december 1971 – Bro ved Kværkeby styrtet sammen
- 23. december 1971 – Godsvogn afsporet i Haslev
- 20. marts 1972 – Kollision ved Syvstjernen
- 28. april 1972 – To godstog afsporet ved Espergærde
- 29. december 1972 – Frontal kollision på Ballerup station
- 7. september 1973 – To S-tog kolliderede i tunnelen mellem Nørreport og Østerport
- 6. november 1973 – godstog kollideret ved Hansted
- 3. maj 1974 – Afsporing i Næstved
- 14. oktober 1974 – Afsporing - Vigerslev
- 12. Maj 1975 - Kollision i Tranbjerg ved Aarhus. Odderbannen HHJ kolliderer med Bus
- 23. maj 1975 – Kollision i Borup mellem bådtoget "Englænderen" og et godstog
- 25. maj 1978 – S-tog kollideret ved Valby Langgade T
- 21. november 1979 – 2 lokomotiver i færgeleje i Korsør
- 9. september 1983 – Kollision ved Stenløse (Stenløse-ulykken)
- 6. januar 1986 S-tog kollideret ved Hundige
- 11. marts 1986 – Hvidovre - afsporing af godstog
- 27. maj 1987 – To S-tog kolliderede i tunnelen mellem Østerport og Nørreport 24 kvæstet, heraf 5 alvorligt)
- 25. april 1988 – Sorø-ulykken
- 18. maj 1988 – Snekkersten-ulykken Kørte ML 4906 gennem stopbom i Snekkersten.
- 30. november 1988 – Godstog påkørt af regionaltog ved Brøndbyøster
- 19. april 1989 – Godstog afsporet i Glumsø
- 19. august 1991, Dybbølsbro
- 25. september 1992 – Godstog kolliderer med holdende persontog i Næstved
- 28. december 1992 – Nattoget Natteravnen afspores og vælter i Roskilde
- 18. januar 1993 – Kollision mellem rangertræk og regionaltog i sydenden af Næstved station.
- 1. marts 1994 – Regionaltog påkørt bagfra af IC-tog ved Mundelstrup
- 14. april 1994 - Frontal kollision ved Bråby mellem regionaltog og godstog
- 1. august 1995 – Togulykken i Jelling – to regionaltog kolliderede frontalt på Jelling Station
- 5. juni 1996 – Frontal kollision i Tølløse
- 15. juli 1996 – Frontal kollision - Grønnehave

### 1996-2004
Undersøgelser i denne periode forestået af Jernbanetilsynet
- 21. september 1996 – Persontog afsporet på Masnedsundbroen
- 28. september 1996 – Nær ved kollision mellem Tinglev og Vejbæk
- 1. maj 1997 – Frontal kollision ved Firhøj
- 13. maj 1997 – Påkørsel af to banearbejdere ved Hvalsø
- 6. januar 1998 – Persontog kollideret frontalt ved Regstrup
- 15. juni 1998 – Arbejdskøretøjer kollideret ved Skanderborg
- 2. marts 2000 – Frontal kollision i Kølkær
- 26. oktober 2000 – Arbejdskøretøj og lokomotiv kollideret på Kastrup station
- 7. november 2002 – S-tog kollideret med holdende S-tog på Holte station
- 21. februar 2004 – IC-tog afsporet på Tommerup station

### 2004-
Undersøgelser forestået af Havarikommissionen
- 1. juni 2004 Regionaltog kollideret frontalt på Holstebro station
- 30 juli 2004 Banearbejder ramt af tog ved Brøndbyøster
- 14. februar 2005 S-tog kollideret ved Lyngby station
- 11. marts 2005 Bil påkørt af tog ved Ll. Linde
- 18. november 2005 Kollision i overkørsel ved Thisted
- 20. april 2006 Kollision mellem bil og tog ved Rindsholm
- 4. november 2007 Regionaltog afsporet i Ringsted
- 28. juli 2008 Mejetærsker påkørt af tog i overkørsel ved Borris
- 19. september 2009 Tog ramt lastbil i overkørsel ved Soderup nær Tølløse
- 7. november 2011 IC4 togsæt kunne ikke bremse - Ullerslev-Marslev
- 29. november 2012 Godstog afsporet i Farris
- 5. maj 2013 Bil ramt af tog, Hvidemosevej
- 4. juni 2013 Traktor kollideret med tog i jernbaneoverkørsel ved Holbæk
- 14. november 2017 Gravko kollideret med tog på Kystbanestrækningen ved Klampenborg
- 2. januar 2019 Et IC4 tog bliver ramt af et objekt på Storebæltsbroen, og 8 personer omkommer
- 18. januar 2022 Et tog påkørte en bil på Lemvigbanen ved Sylphidevej nær Vrist Station og toget blev afsporet.
- 15. august 2025 Toget ICL 951 af typen IR4 fra København mod Sønderborg kolliderer med en lastbil i en jernbaneoverskæring ved Bjerndrup i Sønderjylland og toget afsporer. Minimum en vogn knækker af og vælter ned på mark. Én person omkommer og minimum 25 personer er tilskadekomne, heriblandt flere alvorligt.

## Europa
- 8. maj 1842 – Meudon ulykken
- 28. december 1879 – Tay Bridge ulykken
- 3. september 1882 – Hugstetten/Freiburg i. Br. (Tyskland)
- 22. oktober 1895 – Ulykken på Gare Montparnasse (Frankrig)
- 19. oktober 1987 – River Towy ulykken
- 8. januar 1991 – Cannon Street ulykken (England)
- 15. november 1992 – Ekspres nattoget fra München – København bliver ved Northeim (Tyskland) ramt af dele fra et modkørende godstog.
- 19. september 1997 – Southall-ulykken (England)
- 3. juni 1998 – Eschede-ulykken (Tyskland)
- 5. oktober 1999 – Ladbroke Grove-kollisionen (England)
- 4. januar 2000 – Kollision ved Åsta på Røråsbanen (Norge)
- 5. april 2000 – Lillestrøm-ulykken (Norge)
- 17. oktober 2000 – Afsporing ved Hatfield (England)
- 10. maj 2002 – Afsporing ved Potters Bar (England)
- 10. september 2004 – Et tog kolliderer med en lastbil i jernbaneoverskæringen ved Nosaby kirke, Kristianstads kommun (Sverige), se Togulykken i Nosaby.[4]
- 3. juli 2006 – Metrotog afsporet ved Valencia (Spanien)
- 22. september 2006 – Transrapid-ulykke på testanlægget i Emsland (Tyskland)
- 15. februar 2010 – Frontal kollision ved Halle (Belgien)
- 9. februar 2016 - Persontog kollideret frontalt ved Bad Aibling (Tyskland)
- 12. juli 2016 - Jernbaneulykken Andria-Corato (Italien)

## Asien
- 26. december 2004 – Queen of the Sea-togulykken 2004